# Joan Camps i Arnau
Joan Camps Arnau va ser un compositor català del barri barceloní de Gràcia de finals del segle xix i principis del segle xx. Va ser professor de la Catedral de Barcelona i company del mestre Josep Sancho i Marraco. També dirigí la Capella de Música de la desapareguda església de Sant Cugat del Rec de Barcelona, l'Orfeó Ara Chorum i la Societat Coral Catalunya Nova.
A més d'una considerable composició de música sacra, també fou autor de diverses sardanes. Va destacar també en el drama líric en un acte, com l'obra Sol Ponent, estrenada al teatre Romea el febrer de 1907.
Joan Camps i Arnau també va adaptar una obra de Molière, L'École des maris i és la primera versió catalana d'aquesta obra que es té constància. Se'n conserven dues còpies sense datar, una manuscrita i una mecanografiada.
A partir de l'inici de la Guerra Civil no es tenen més notícies de la seva producció musical. Possiblement va ser convocat a les files republicanes, ja que l'any 1938 consta com a destinat al Quadre Eventual de l'Exèrcit de l'Ebre.
Era germà de l'escultor i imatger Josep Maria Camps i Arnau i de Lluís Camps Arnau (1883-1963) propietari d'una comercial de música dedicada al lloguer i reparació de pianos i harmòniums.Una de les seves obres sacres, Te Deum, és la protagonista de la novel·la homònima de Joan Arenas Prat, Tedèum. on, a part de fer-s'hi un esboç biogràfic del compositor, es recrea l'estrena que va tenir lloc el dia 10 d'octubre del 1930 per a celebrar la inauguració d'una clínica que l'ordre dels Pares Camils havia obert al carrer de Sant Pere Mitjà de Barcelona.

## Obres
| Obres sacres - La flor que te ofrezco (per a veus i orgue) - Himno a María Inmaculada (per a veus i orgue) - Al corazón de Jesús (pregària per a cor unisonal i tiple) - Da pacem Domine (motet per a veus i orgue) - Jesu Dulcis Memoria (motet per a tenor o soprano i orgue) - Dos motets al Santíssim Sagrament (per a dos veus i orgue) - Tú eres María (per a veus i orgue) - Te Deum (1930) | Sardanes - Albada - Alegroia - Amorosa - L'Elvireta |